# Бенито-Хуарес (Веракрус)
Бенито-Хуарес (исп. Benito Juárez) — город в Мексике, входит в штат Веракрус, административный центр одноимённого муниципалитета. Город назван в честь национального героя Мексики Бенито Пабло Хуареса.

## История
До 1932 года город носил название «Санта-Крус-де-Хуарес», а впоследствии был переименован в «Бенито-Хуарес».